# دوميتيان ندايزيي
دوميتيان ندايزيى (بالفرنسية: Domitien Ndayizeye)‏ رئيس بوروندي السابق ولد في 2 مايو، 1953 في، مقاطعة كايانزا وينتمي لعرقية الهوتو تولى المنصي في 30 ابريل 2003 خلفا للرئيس بيير بويويا الذي كان ينتمي إلى عرقية التوتسي بعد أن خدم كنائب رئيس لمدة 18 شهر عمل خلال فترة رئاسته على تقليل التوترات العرقية بين الهوتو والتوتسي. خلفه بيير نكرونزيزا 26 اغسطس 2005. في 21 أغسطس 2006، أُلقي القبض عليه في بوجمبورا على خلفية اتهامه بأن له دورًا مزعومًا في مؤامرة انقلاب في وقت سابق من العام. ورفعت عنه الحصانة ولكن المحكمة برأت ساحته فيما بعد

## روابط خارجية
- دوميتيان ندايزيي على موقع الموسوعة البريطانية (الإنجليزية)
- دوميتيان ندايزيي على موقع مونزينجر (الألمانية)